# 菅久修一
菅久 修一（すがひさ しゅういち、1960年8月14日 - ）は、日本の公取官僚。消費者庁審議官、公正取引委員会経済取引局長等を経て、公正取引委員会事務総長。退官後、ベーカー&マッケンジー法律事務所シニア・コンサルタント。

## 人物・経歴
大分県大分市出身。大分県立大分上野丘高等学校を経て、1983年東京大学経済学部経済学科卒業、公正取引委員会事務局入局、官房総務課配属。1991年外務省在ベルリン日本国総領事館領事。公正取引委員会審査部管理企画課課長補佐、公正取引委員会官房総務課課長補佐等を経て、1997年公正取引委員会審査局管理企画課上席審査専門官。1998年中央省庁等改革推進本部事務局企画官。
2000年公正取引委員会経済取引局企業結合課上席企業結合調査官。2002年公正取引委員会審査局管理企画課情報管理室長。2003年公正取引委員会審査局第三審査長。
2004年公正取引委員会経済取引局取引部消費者取引課長。2010年公正取引委員会事務総局官房総務課長。2013年消費者庁審議官。2016年公正取引委員会経済取引局取引部長。2017年公正取引委員会経済取引局長。2020年から公正取引委員会事務総長を務め、楽天に関し「不当な不利益を与えているかどうか、実態、事実関係に沿って判断する」などとした。2022年退任。同年ベーカー&マッケンジー法律事務所（外国法共同事業）東京事務所独占禁止法・競争法グループ シニア・コンサルタント。

## 不祥事
2023年8月1日、公正取引委員会は菅久が事務総長在職中の2021年2～3月ごろ、国家公務員法が定める再就職あっせんの規制に違反し、退職予定だった職員の情報を学校法人側に提供したと発表した。内閣府の再就職等監視委員会は同日、公取委に違反認定を通知した。菅久は2022年7月に退職しており懲戒処分対象にならないが、公取委は退職時の給与4カ月分の20%に相当する約88万円の自主返納を求めた。
職員は公取委を退職後の2022年4月に学校法人に再就職した。菅久は監視委の調査に「規制は認識していたが、法人名は伝えず、職業分野に興味があるか聞いただけなので問題がないと思った」と説明した。

## 著書
- 『平成14年改正独占禁止法の解説 : 一般集中規制と手続規定等の整備』（小林渉と共編著）商事法務 2002年
- 『景品表示法』（編著）商事法務 2005年
- 『独占禁止法』（品川武, 伊永大輔, 原田郁と共著）商事法務 2013年
- 『はじめて学ぶ独占禁止法』（南雅晴, 天田弘人, 小室尚彦, 田邊貴紀, 稲熊克紀, 五十嵐俊子と共著）商事法務 2016年
- 『独占禁止法とフェアコノミー : 公正な経済を支える経済法秩序のあり方』（舟田正之, 土田和博編著）日本評論社 2017年